# ノビル
ノビル（野蒜、学名: Allium macrostemon）は、ヒガンバナ科ネギ亜科ネギ属の多年草。日当たりのよい土手や道端に生える野草で、全体の姿や臭いは小ネギやニラに似ている。花にムカゴをつけて繁殖し、葉と地下の球根は食用になり、古代から食べられていたといわれる。

## 名称
和名ノビルの語源は、昔から食用野草として知られることから、野に生えるヒル（蒜）という意味で、蒜はネギやニンニク、ニラなどネギ属の野菜の古称である。蒜という呼び名は、食べるときに辛くて舌がヒリヒリすることにちなむといわれている。中国植物名（漢名）は、小根蒜（しょうこんさん）。
日本の一部地域における地方名として、キモト、グンサイ、コビル、チモト、ヒリコ、ヒル、ヒルナ、タマビル、タマビロ、ノノヒロ、ノノヒル、ヒロなどとも呼称される。
花言葉は、「タフなあなたのことが好き」である。

## 分布と生育環境

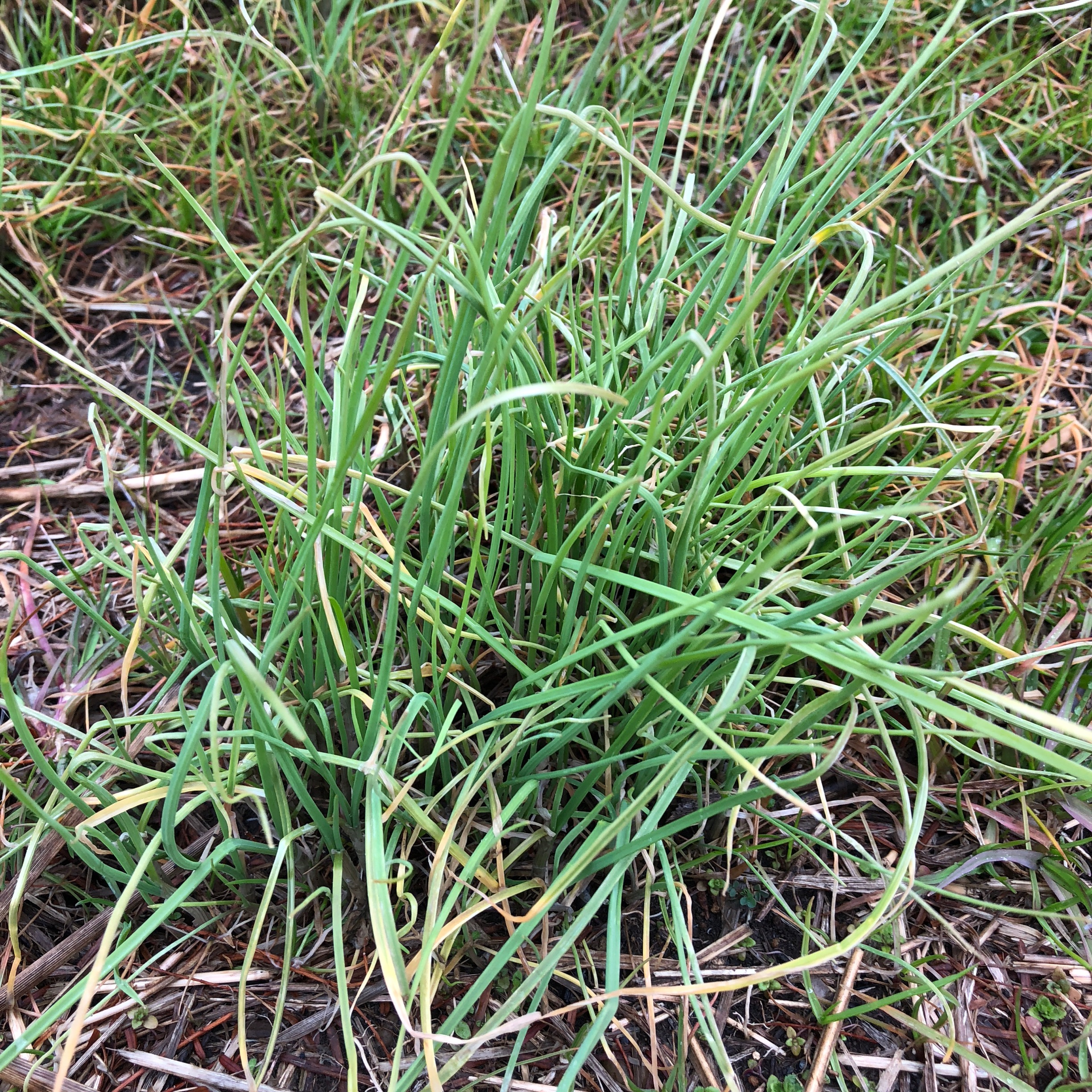
河川敷に自生するノビル

東アジアに広く分布する。日本では北海道から沖縄までの山野、土手、道端、畦道や堤防上など、丈の低い草が生えているところによく自生する。日当たりの良い草地や、道ばたなど、人間の生活圏に群生していることが多い。一説によれば、古い時代に作物と共に日本へ入ってきた、いわゆる史前帰化植物ではないかとも言われるが、はっきりしたことはわからない。
生育場所の特徴として人間の手の加わっている場所に繁殖する傾向にあり、気が付くと繁殖している場合がある。
これは一つの繁殖方法としてノビルは水に浮きやすいため、川に流されてきたり農業用水やその用土とともに、下草の刈られた生育条件の整った土地に根付くからである。
逆にその土地に人間の手が加わらなくなると自然に消滅してしまう。

## 特徴
全体にネギやニラに似た臭いがあり、地下に小さな丸い鱗茎を持ち、地上に細い葉を伸ばす。地下にある鱗茎は球状で白色。秋から発芽して葉を出し、越冬する。
葉はネギを小さくしたような形で、晩秋から伸びだし、細長い線形で生長すると20 - 30センチメートル (cm) のものを数本出す。葉は柔らかく中空の筒状で、表面に白い粉をふいているような白みを帯び、中部以上は内側が凹んだ浅い溝状となって、中空で断面が三日月形をしている。
花期は初夏から夏（5 - 6月）ころで、まっすぐ立ち上がって40 - 60 cmに達する花茎を1本だけ伸ばし、先端に花序（散形花序）をつけ、白色または淡紅紫色を帯びる。ネギ坊主を小さくしたような小花が多数球状に集まった花で、花径は4 - 5 ミリメートル (mm) 、長さ数ミリメートルの楕円形の花被片が6枚、実際にはユリと同様に花弁は3枚、残り3枚は額が変化したものである。花被片の中央には、濃紫色の筋が1本ある。花柄はやや長く、ニラやラッキョウとよく似た花形をしている。
開花した後、6月ころになると花茎頂に、花になるはずの細胞が変化して、小さな球根のような珠芽（むかご）ができ、散布体としてポロポロ落ちて新しい個体になって繁殖する。しばしば、開花前から花を咲かせずにむかごだけが着生するものや、花を咲かせている個体でも、一部がむかごに変化して、むかごと花が混じったりするものがある。むかごは紫褐色で固く密生し、たくさん集まると表面に突起の出たボールのようになる。田んぼや畑の周囲に、花を咲かせずむかごだけの個体が多く見られる理由は、人の手によって頻繁に雑草の草刈りが行われるために、花を咲かせて種子をつけるよりも、効率良く子孫を残すことができるためだと考えられている。
掘り上げると、ラッキョウのような形をした白くて小さな球根（鱗茎）があり、直径は約1.5 cm、下部にひげ根がついている。むかごの散布以外にも、球根が盛んに分球して繁殖する。
姿が似ている植物に、同じネギ属で、葉の断面が丸いアサツキ、葉が平らなニラがある。
- 鱗茎
- 葉

## 利用

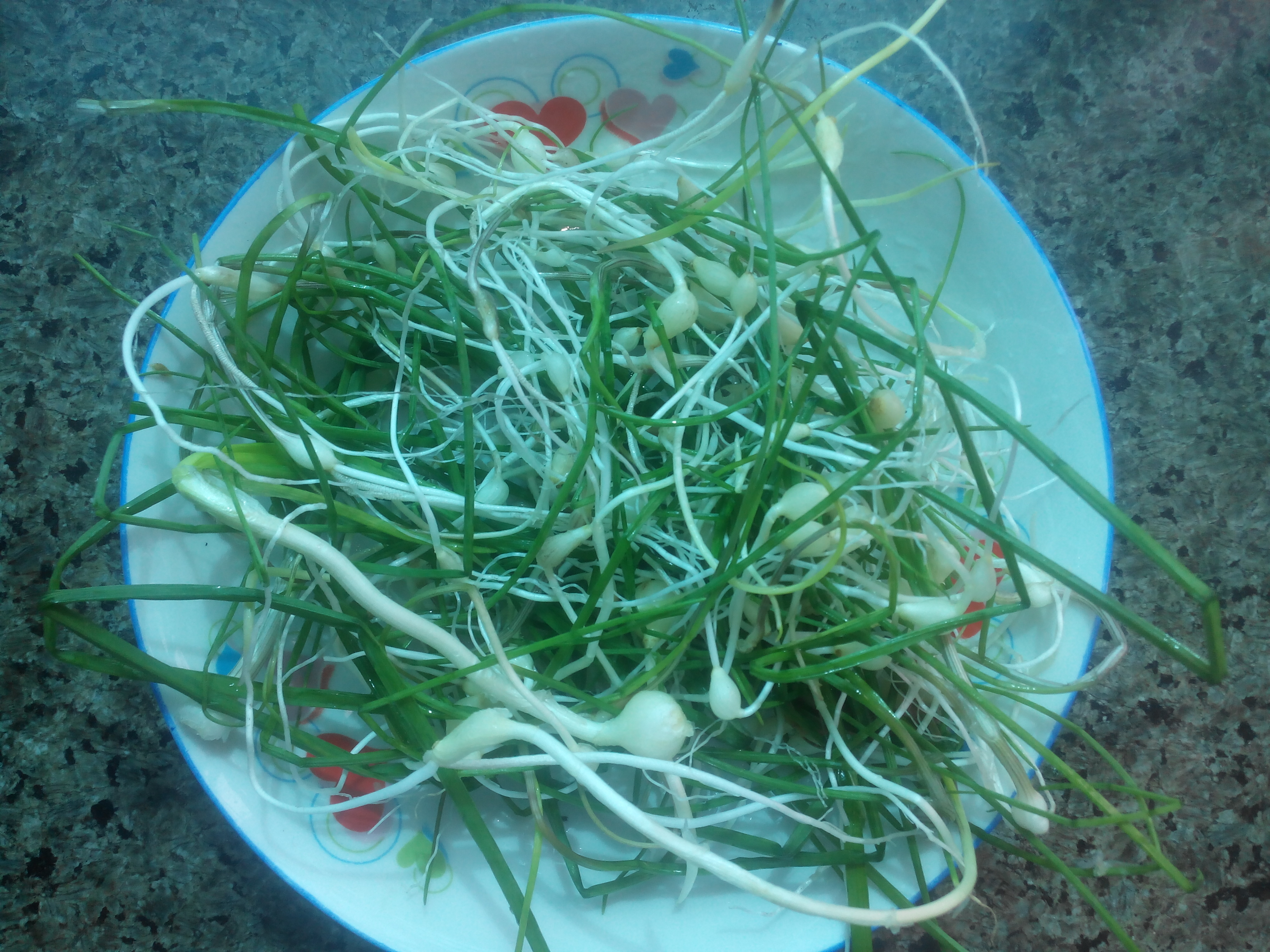
採取したノビル

春の代表的な山菜の一つで、古来から薬草としても用いられてきており、滋養強壮や食欲増進に役立つとされている。地下の鱗茎も含めた全草には、ニンニクに似た含硫化合体が含まれているといわれており、ニンニクに似た含硫化合物であっても、その強さは弱いと考えられている。日本食品標準成分表によれば、水分87.5%、脂質0.1%、繊維1.2%、灰分1.0%となっている。

### 食用
葉とともに、ネギのように伸びた茎と地下にできる鱗茎が食用になり、シャキシャキした食感の鱗茎は生でも食べられる。若芽を鱗茎ごと掘りとって利用し、陽だまりでは2 - 3月、その他のところでは4 - 5月ごろが収穫適期となる。鱗茎は地下5 - 10 cmにできるため、スコップなどで掘り起こして採取される。ふつう「タマ」とよばれる鱗茎は一年中採取して食べることができるが、一般的に春が旬（5 - 7月）であるとされる。積極的に栽培されることは少ないが、味はネギやラッキョウに似ており、多少の苦味と鮮烈な辛味がある。軽く炙ったり、熱を加えると辛味が和らぎ、甘味が出る。5 - 6月ごろにつくムカゴは、香辛料にする。
葉は万能ネギやニラに準じて用いられ、鱗茎は酒の肴として生やゆがいて酢味噌などの味付けで食されるほか、軽く湯通ししてぬたにしたり、味噌汁の具や薬味としても用いる。鱗茎から醤油漬けや酢漬けも作られる。若芽は天ぷらにして食される。灰汁抜きをする必要がなく、塩漬け、味噌漬けで保存できる。
日本では従来「食べられる野草」扱いで、農業の対象として栽培されることはほとんどなく、学術的な研究も乏しい。佐賀大学は、地域によって育つ大きさなど個体差が大きいことに注目。食用に有望な系統を選抜して大学の農場で育てているほか、機能性成分を研究して、野菜としてのブランド化を目指している。

### 薬用
鱗茎を夏に掘りとって天日乾燥したものが生薬となり、薤白（がいはく）とよんでいて、また同類の中国の植物名を当てて山蒜（さんきん）とも呼んでいる。狭心症の痛みの予防や、食べ過ぎによる食欲不振など、ラッキョウ同様に効果があるといわれ、薬草名もラッキョウと同じ薤白である。薤白1日量3 - 5グラムを、約600 ccの水で半量になるまでとろ火で煮詰めて煎じた汁を、3回に分けて服用する利用法が知られている。ノビルには、胃腸を丈夫にして、身体を温める効果が期待されている。
民間療法として、強壮、鎮咳、扁桃炎、咽頭炎にも効果があるともいわれていて、鱗茎の乾燥黒焼き末を砂糖湯で服用する方法が知られている。外用薬として、ぜにたむし、はたけ、しらくも、腫れ、虫刺されなどに対して含硫化合体の制菌作用によって治りが早まるといわれていて、生の全草をすりつぶしたものを患部につける利用方法が知られている。

## よく似ている毒草

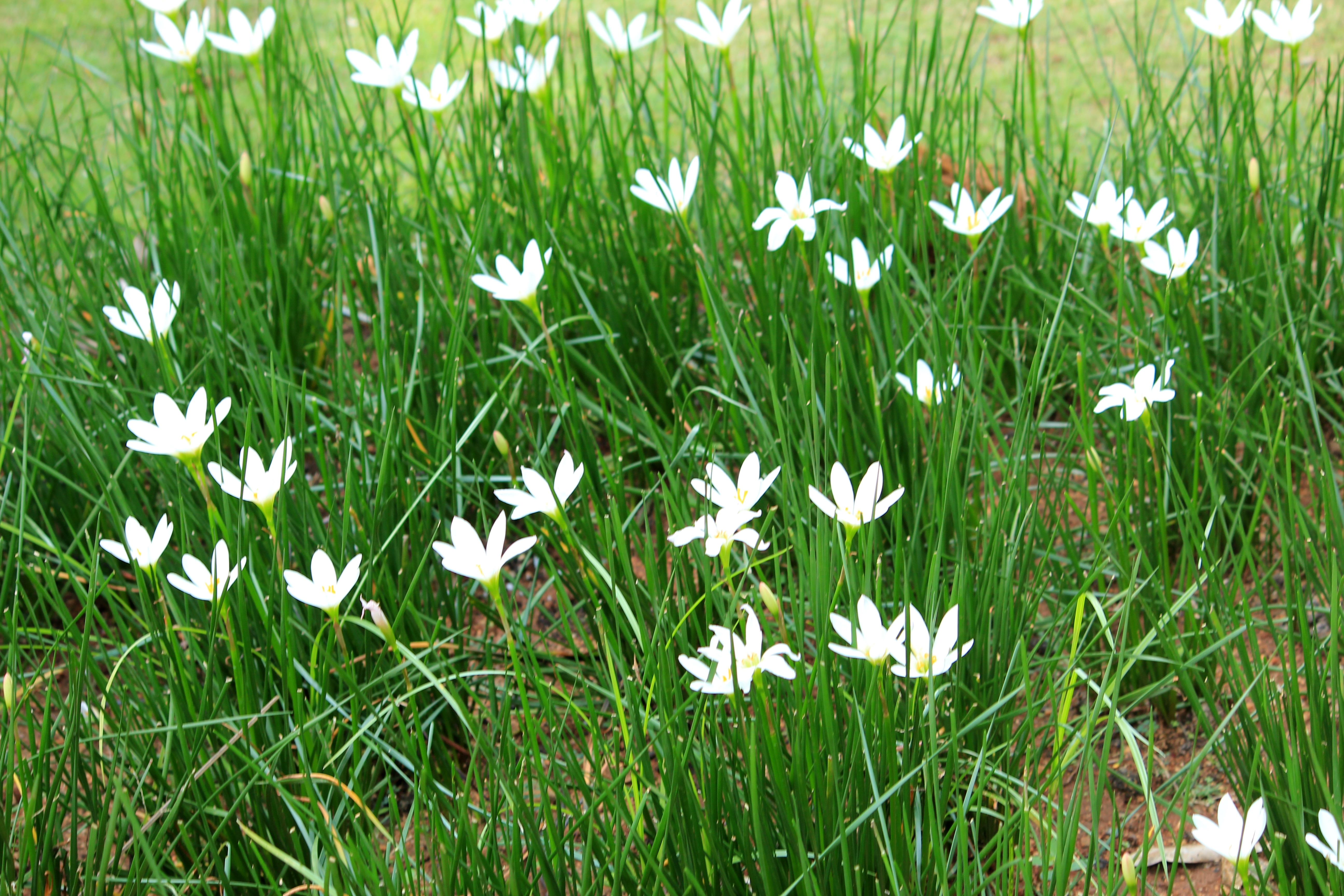
ヒガンバナ科のタマスダレ。採取する際にノビルと間違えやすく、葉や鱗茎は有毒なので注意が必要。

野生のノビルを採取する際には、有毒植物のタマスダレ、ヒガンバナ、スイセン（すべてヒガンバナ科）の葉に似ており、葉が茂っているときに花がないため、ノビルと間違えないように注意を要する。ノビルの鱗茎は白い色をしているが、タマスダレの鱗茎は茶褐色をしているので見分けることができる。また、タマスダレやヒガンバナ、スイセンにはネギ臭がないことでも見分けられる。
過去には、採取したノビルの中に有毒植物のタマスダレが混ざっていたため、食べた家族などが食中毒になる事故や、ノビルと間違ってスイセンの根を食べた小学校の児童らが食中毒になる事故も起こっている。

## 栽培
手近に育てることができ、6月ころ、花が咲いた後にできる球芽（むかご）を採取して、庭や鉢に蒔いて、隠れる程度に土を被せると、10 - 11月ころに発芽する。特に鉢植えの場合は、土が乾かないように水やりをすることが大事になる。夏に分球した小鱗茎から育成する方法もある。

## 文化
古くは『古事記』（712年）にその名が見える。応神天皇の歌として、
また、『万葉集』の長忌寸意吉麻呂（ながのいみきおきまろ）の歌に、
がある。「酢味噌和えのノビルと、鯛を食べたいと思っている私に、ナギ（ミズアオイ）の汁など見せないでほしい」と謳っている和歌である。
記紀の東征神話においては、白鹿に化けた地の神をヤマトタケルが蒜で打ち殺すエピソードがあるが、これもノビルである可能性が高い。

## 近縁種
近縁種 Allium vineale（英名: Wild Garlic（野生のニンニク）または Field Garlic（野原のニンニク））がヨーロッパ、北アフリカ、中近東に分布する。北アメリカ大陸やオーストラリア大陸では野生化しており、どこにでも成育し駆除が困難なため、芝生や牧草地の厄介な雑草として扱われる。これもまた食用が可能である。
同科・属のアサツキの近縁でもある。